# داود قلالة
داود قلالة (David Galula ديفيد گلولا؛ 1919-1967) كان ضابطا عسكريا وباحثا فرنسيا كان له أثر كبير على تطوير نظرية مكافحة التمرد وتنفيذها.

## نشأته
ولد داود قلالة لعائلة يهودية تجارية يوم 10 يناير 1919 في مدينة صفاقس التونسية وهي تابعة لحكم الحماية الفرنسية آنذاك.
حصل على الشهادة الثانوية الفرنسية من ثانوية ليوطي في الدار البيضاء.
تخرج قلالة من مدرسة سان سير العسكرية في دفعة رقم 126 عام 1939-1940. ثم طرد من هيئة الضباط الفرنسيين عام 1941 وفق القرار الصادر عن الحكومة الفيشية الذي منع اليهود من تقلد وظائف عامة. بعد أن عاش كمدني في شمال أفريقيا لمدة، انضم إلى جيش التحرير الفرنسي التابع لفرنسا الحرة وخدم في تحرير فرنسا وأصيب بجروح خلال عملية إقحام إلبا يونيو 1944.
انطلق نحو الصين عام 1945 ليعمل ملحقا عسكريا مساعداً في السفارة الفرنسية في بكين، حيث واصل علاقته مع جاك غوييرما وهو ضابط من عائلة عسكرية فرنسية قديمة خدم معه في فرنسا. ذكرت زوجة قلالة أن زوجها ذهب إلى الصين تبعاً لغوييرما الذي كان «أكثر شخص تأثيرا في حياته بدون شك». شهد قلالة صعود الحزب الشيوعي الصيني. في أبريل 1947 أسره شيوعيون صينيون وهو في رحلة بوحده إلى داخلية البلد. مع أنه كان معادي للشيوعية بعنف إلا أن خاطفيه عاملوه معاملة حسنة وتم إطلاق سراحه بمساعدة مهمة مارشال. شارك في لجنة الأمم المتحدة الخاصة للبلقان خلال الحرب الأهلية اليونانية. خدم من 1952 إلى 1956 كملحق عسكري في القنصلية الفرنسية في هونغ كونغ. زار الفلبين ودرس الحرب الهندوصينية الأولى مع أنه لم يشارك فيها.
من أغسطس 1956 إلى 1958 خلال الحرب الجزائرية، قاد قلالة وهو كابتن آنذاك، السرية الثالثة من الكتيبة الخامسة والأربعين من الكتائب الاستعمارية. بارز بتطبيق طرائق من اختراعه في مكافحة العصيان في مجاله في منطقة القبائل، في جبل ميمون قرب تيقزيرت[1] وهو قمع العصيان القومي في مجاله فعليا وارتقى سريعا في الرتب انطلاقا من هذا الحين.
نقل قلالة إلى مقر الدفاع الوطني في باريس عام 1958. ألقى سلسلة من الخطابات في الخارج والتحق بكلية هيئة القوات المسلحة.

## أواخر العمر والوفاة
استقال قلالة من منصبه عام 1962 ليدرس في الولايات المتحدة، حيث حصل على عمل كباحث في مركز العلاقات الدولية في جامعة هارفارد.
مات عام 1967 من سرطان الرئة.[1]

## نظرية وأثر
وصف داود قلالة تجاربه في كتابين: "إحلال السلام في الجزائر" من إصدار مؤسسة راند عام 1963،[1] و"حرب مكافحة العصيان: نظرية وتطبيق" عام 1964.[2] يحلل قلالة في كتابيه تجاربه في الهند الصينية واليونان والجزائر ويقدم تصنيفا للظروف إيجابية وسلبية لحرب مكافحة عصيان من وجهة نظر القوات الثورية (المتمردة) والموالية (المكافحة للعصيان). يقتبس لملاحظة ماو تسي تونغ أن الحرب الثورية 80٪ منها عمل سياسي و20٪ منها عمل عسكري" ويفترض 4 "قوانين" لمكافحة العصيان:[3]
1. هدف الحرب هو كسب تأييد الشعب عوض السيطرة على الأرض.
2. ستظل أغلبية الناس محايدة في الصراع؛ يمكن كسب تأييد الأغلبية بمساعدة أقلية ودية نشيطة.
3. قد يضاع تأييد الشعب. لا بد من حماية الشعب بما يكفي حتى يسمح له بالتعاون بدون خوف انتقام الطرف الآخر.
4. ينبغي أن تطبق الأوامر بالتدرج عن طريق إزالة الأعداء المسلحين أو إبعادهم ثم كسب تأييد السكان وفي آخر المطاف تعزيز الوضع ببناء بنية تحتية وترسيخ علاقات طويلة الأجل مع السكان. هذا كله يجب تنفيذه مجالا بمجال باستخدام مكان «مسالم» مقرا لفتح مكان مجاور.

تتخذ قوانين قلالة المثل «الشعب هو البحر الذي يسبح فيه الثوري» بناء على أفكار ماو. يذهب قلالة إلى أن:[1]
...
ويمضي قلالة يصف إستراتيجية عسكرية وسياسية عامة لتطبيق مبادئه الأربعة في حملة تحت سيطرة المتمردين كليا:
في مجال محدد
...
مجالات تحت سيطرة الحكومة.[1] وإذً فجوهرة حرب مكافحة العصيان يلخصها قلالة «ابنوا جهازا سياسيا (أو أعيدوا بنائه) من الأساس في الشعب فصاعدا.»[1]

## النظرية والتأثير
ويخلص بالقول أن:
«تحقيق النصر [في مكافحة التمرد] لا يكمن في تدمير قوات المتمرّدين وتنظيمها السياسي في منطقة معيّنة... إنما النصر هو أنه بالإضافة لفرض العزلة الدائمة للمتمرّدين عن السكان، فإن العزلة لا تُفرض على السكان، بل تُفرض عن طريق السكان ويحافظون عليها... في الحرب التقليدية، يجري تقييم القوّة وفقًا للمعايير العسكرية أو غيرها من المعايير الملموسة، مثل عدد الفرق، والموقع الذي يسيطرون عليه، والموارد الصناعية، إلخ. في الحرب الثورية، يجب تقييم القوّة بمدى الدعم الذي يقدّمه السكان، كما يجري تقييمها من خلال التنظيم السياسي على المستوى الشعبي. تخطو مكافحة التمرد إلى موقع قوّة عندما تكون سلطتها جزءًا لا يتجزّأ من منظمّة سياسية تنبثق من السكان وتحظى بدعمهم الراسخ».
مع أخذ مبادئه الأربعة في الحسبان، يمضي قلالة في وصف الاستراتيجية العسكرية والسياسية العامة لوضعها موضع التنفيذ في منطقة تخضع لسيطرة المتمرّدين الكاملة:

### في منطقة محدّدة
1. احشد قوات مسلّحة كافية لتدمير أو طرد الجهاز الرئيسي للمتمرّدين المسلّحين.
2. أرسل للمنطقة عددًا كافيًا من الجنود لمنع عودة التمرّد بقوّة، وثبّت هذه القوات في القرى الصغيرة والقرى والبلدات التي يعيش فيها السكان.
3. وطّد روابط اتصال مع السكان، والسيطرة على تحركاتهم من أجل قطع الصلات مع العصابات.
4. دمّر التنظيم السياسي للمتمرّدين المحليين.
5. أنشئ، عن طريق الانتخابات، سلطاتٍ محلية مؤقّتة جديدة.
6. اختبر تلك السلطات من خلال تكليفها بمختلف المهام الملموسة. استبدل الأشخاص الضعفاء والذين لا يتمتّعون بالكفاءة، وقدّم الدعم الكامل للقادة النشطين. تنظيم وحدات الحماية الذاتية.
7. تجميع وتثقيف القادة في حركة سياسية وطنية.
8. انتصر على آخر فلول المتمرّدين أو اقمعهم.
يمكن تخطّي بعض هذه الخطوات في المناطق التي تخضع جزئيًا لسيطرة المتمرّدين، ومعظمها غير ضروري في المناطق التي تسيطر عليها الحكومة. وبالتالي، لخّص قلالة جوهر حرب مكافحة التمرّد بقوله: «ابنِ (أو أعِد بناء) آلة سياسية من السكان صعودًا».
يعتبر خبراء الدفاع المعاصرين قلالة أحد المنّظرين البارزين. والجدير بالذكر أن الجيش الأمريكي استخدم تجاربه كأمثلة في سياق حرب العراق وغالبًا ما يُستشهد بعمله «دليل الجيش الأمريكي لمكافحة التمرّد». كما تُقترح قراءة كتابه «حرب مكافحة التمرّد: النظرية والتطبيق» على طلاب كلية القيادة والأركان العامة بالجيش الأمريكي.  
يعتمد عمل قلالة في مكافحة التمرّد في جزءٍ كبير منه على تجارب ودروس قوامها 130 عامًا من الحرب الاستعمارية الفرنسية، وأبرزها عمل جوزيف سيمون غالياني وهوبير ليوطي. تأثّر أيضًا بجاك غويليرما، الذي اختلف معه حول كيفية التعامل مع الحرب المضادة للثورة، ولكنه أسدى إرشادات فكرية لقلالة خلال السنوات التي تلت عام 1945 عندما خدموا في الصين. نقل الجندي الأكبر سنًا مقاربة فكرية للتحليلات العسكرية والجيوسياسية.

## أعماله
- «حرب مكافحة التمرد: النظرية والتطبيق»، (1964)
- «شوارب النمر»، (تحت الاسم المستعار جان كاران)، (1965)
- «إحلال السلام في الجزائر»، (1956-1958)